# Áudios do Superior Tribunal Militar
Os áudios do Superior Tribunal Militar referem-se a um conjunto de cerca de 10 mil horas de gravações das sessões do referido tribunal brasileiro, abarcando os anos de 1975 e 1985, período no qual o Brasil vivia uma ditadura militar.

## História
Em 2006, o advogado Fernando Augusto Fernandes solicitou acesso ao material, mas à época o Superior Tribunal Militar (STM) se recusou a atendê-lo. Ele acionou então o Supremo Tribunal Federal (STF) e no ano de 2011 a ministra Cármen Lúcia ordenou que o material fosse disponibilizado. Contudo, a ordem foi cumprida apenas quando o Plenário do STF acompanhou o voto da ministra. A revelação pública dos áudios foi feita em abril de 2022 pela jornalista Miriam Leitão, do jornal O Globo. Os trechos dos áudios expõem que os ministros do STM recebiam denúncias e tinham ciência da violência policial na época.  De acordo com Fernando Augusto Fernandes, os áudios também trazem julgamentos de militares por corrupção, desbancando o mito de que a prática não ocorria durante a Ditadura Militar. O historiador da Universidade Federal do Rio de Janeiro Carlos Fico explicou durante uma entrevista que tem analisado os áudios desde 2018, mas decidiu entregá-los a Miriam Leitão após o deputado federal Eduardo Bolsonaro duvidar das torturas praticadas contra ela no período da ditadura militar. O deputado chegou a ironizar uma das torturas sofridas pela jornalista, compartilhando uma imagem de um texto publicado por Leitão em sua coluna e escrevendo em seguida: "Ainda com pena da [emoji de cobra]". Míriam Leitão foi presa e torturada enquanto estava grávida e, durante as sessões de tortura, foi deixada nua numa sala escura com uma cobra.
Em 2023, Fernando Fernandes acionou o STF, em processo contra o STM movido pela ministra Cármen Lúcia, afirmando que as fitas da defesa de Idibal Matto Pivetta de 16 de setembro de 1975 haviam sumido. O STM afirmou que muitos dos áudios de época estavam com baixa qualidade devido ao estado original das fitas, mas que ainda as mantinham guardadas.

## Registros
| Voz                                                               | Data                    | Apelação | Áudios |
| ----------------------------------------------------------------- | ----------------------- | -------- | --- |
| Ministro Amarílio Lopes Salgado                                   | 15 de junho de 1976     | 41.027   | Uma pessoa delatou na procuradoria geral dois homens que o torturaram sob acusação de assaltar dois bancos, mesmo que estivesse preso na ocasião. Ele recebeu marteladas para confessar o crime. |
| Em análise do historiador Carlos Fico, o almirante Sampaio Ferraz | 16 de junho de 1976     | 41.027   | Sampaio diz ser revisor de um caso de tortura e diz que o inquérito policial não tem valor pois casos do tipo acontecem muito dentro do DOPS. |
| Ministro Waldemar Torres da Costa                                 | 13 de outubro de 1976   | 41.229   | Waldemar Torres da Costa admite que o caso de tortura de Dalton Godinho parece vero por conta dos detalhes descritos pela acusação. |
| Almirante Júlio de Sá Bierrenbach                                 | 19 de outubro de 1976   | 41.264   | O almirante admite que houve tortura, mas argumenta que não era generalizada. Ele diz que a tortura era empregada por "certos setores policiais." |
| Ministros Rodrigo Octávio e Augusto Fragoso                       | 15 de dezembro de 1976  |          | Os ministros falam sobre um parecer de Djalma Marinho. O General Rodrigo Octávio defende a cassação de Djalma por fora da lei por motivos de segurança, ato que o mesmo chamou de revolucionário. Augusto Fragoso diz que a condenação será dentro da justiça se houver controvérsia no caso. Como argumento, o ministro cita a mensagem do presidente Costa e Silva respondendo a carta do Daniel Krieger e que cita os argumentos dele, baseado no parecer do ministro Gama e Silva. |
| General Rodrigo Octávio                                           | 24 de junho de 1977     | 41.048   | - José Roberto Monteiro e sua esposa, Nádia Lúcia do Nascimento, foram torturados no DOI-CODI sob suspeita de ligações com o MR8. No dia 8 de abril de 1974, Nádia sofreu um aborto na Oban por levar choques elétricos no aparelho genital. - Lícia Lucia Duarte da Silveira foi torturada na Oban grávida e viu seu esposo ser torturado na sua frente. - Norma Sá Pereira foi ameaçada por policiais e torturada no DOI-CODI por um mês. - Flora Neide Pavanelli era colega de cela de Nádia. Levou choques e sofreu agressões. |
| Brigadeiro Deoclécio Lima de Siqueira                             | 19 de outubro de 1977   |          | O relator diz que o STM não deveria receber casos de tortura indiscriminadamente para evitar o compromentimento daqueles que se contrapõe à subversão. |
| Brigadeiro Faber Cintra                                           | 15 de fevereiro de 1978 | 41.648   | Cintra argumenta que as acusações de tortura contra o coronel Iris Lustosa devem ser apuradas desde que procedentes, já que os torturados estariam fazendo muitas alegações sem provas. Todos afirmam terem estado em cárcere por pelo menos 30 dias, sem saber o local por terem sido encapuzados na ocasião da prisão. - Francisco Carcará e Orlando Magalhães foram presos na Vila Militar, onde foram bem tratados. Francisco ficou preso por 40 dias e foi torturado. Alega não ter feito o exame de corpo de delito por estar incomunicável. - Ana Maria Mandim foi torturada na Vila Militar, mas pode ver seu pai 10 dias após ser presa. - Sérgio Simões prestou depoimento na Vila Militar e sofreu agressões. - Newton Medeiros foi preso em lugar desconhecido e posteriormente transferido para a Vila Militar. - Antonio Alberto Souza ficou preso por 55 dias, que não coincide com as datas de prisão e soltura. - Antonio Viana Sad saiu da prisão com o nariz sangrando, problema que perdura até a data da apelação. - Antonio Forges esteve preso por 40 dias em local desconhecido. - Romeiro Passos ficou 8 dias sem comer. - Antonio Botelho afirmou que seu advogado provará suas acusações. |
| General Augusto Fragoso                                           | 9 de junho de 1978      | 41.593   | General Augusto Fragoso admite que pelo menos parte dos rumores de tortura vindos do DOI-CODI parecem reais. |
| Advogado Sobral Pinto                                             | 20 de junho de 1979     | 41.301   | O jornalista Marco Antonio Tavares Coelho teve a tortura confirmada por um laudo feito por médicos militares. |

## Repercussão
O presidente da Comissão de Direitos Humanos, senador Humberto Costa (PT-PE), disse que pedirá acesso aos áudios, e que a Comissão Nacional da Verdade deu um grande passo, muito embora ainda haja muito trabalho a ser feito sobre o período histórico. As forças armadas reagiram com indiferença, argumentando que na época o Brasil vivia um conflito e ambos os lados cometeram excessos. O vice-presidente Hamilton Mourão riu quando perguntado sobre a possibilidade de investigação das torturas, dizendo que os envolvidos já estão mortos. Em resposta, Miriam Leitão ressaltou que a investigação é importante justamente por causa do deboche que é feito sobre os casos de tortura durante a ditadura. Carlos Fico respondeu que Mourão é um "homem de poucas luzes". O âncora da Rádio BandNews FM, Reinaldo Azevedo, disse estar chocado com os áudios, que reforçam as atrocidades cometidas durante a Ditadura Militar. O ex-ministro-chefe da Secretaria de Governo da Presidência do Brasil Carlos Alberto dos Santos Cruz afirmou que a tortura é imoral e não deve ser aceita e nem feita apologia. "Tem gente que nem é militar e faz apologia como se fossem coisas heroicas. Você vê pessoas que nasceram 30 anos depois da ditadura apoiando as práticas. Deputados se envolvem com isso porque não têm condição de discutir coisas válidas". A ministra do STM, Maria Elizabeth Rocha, disse que a divulgação dos áudios é importante para que ”erros que foram cometidos não se repitam” No dia 19 de abril, durante a celebração do Dia do Exército, o então presidente do STM, general Luis Carlos Gomes Mattos, disse que a revelação dos áudios não havia estragado sua Páscoa e a de mais ninguém. Mattos declarou:
| “                                                                 | Aconteceu aí durante a Páscoa. Garanto que não estragou a Páscoa de ninguém. A minha não estragou. Apenas a gente fica incomodado que vira e mexe não tem nada para buscar hoje e vão rebuscar o passado. Só varrem um lado, não varrem o outro. E é sempre assim. | ” |
| — Luís Carlos Gomes Mattos, ministro do STM e general do exército | |   |